# Albit
Az albit a földpátok plagioklász csoportjába tartozó nátrium alumínium szilikát, szokás tektoszilikátnak is nevezni. Triklin rendszerben kristályosodik. Lemezes, pikkelyes, táblás néha prizmás kristályokban, apró szemcsékben jelenik meg, gyakori az ikerkristály előfordulás. A táblácskák és lemezek gyakran csavarodottak. Egyedi kristályait ékszerkőnek is hasznosítják, albit-holdkő néven.
Johan Gottlieb Gahn(en) és Jöns Jakob Berzelius nevezte el a fehér színe után (albus latinul fehér).

## Keletkezése
Fontos magmatikus kőzetalkotó ásvány. Nagy kristályos változatokban pegmatitos keletkezésűek. Hidrotermás képződése is előfordul. Alacsony hőmérsékleten válik ki. Metamorf kőzetekben, palákban és gneiszekben is megtalálható.
Hasonló ásványok: a káliföldpát, barit.

## Előfordulásai
Szlovákiában Rozsnyó és Nadabula (Sajóháza) környékén. Olaszország Piedmont, Novara környéki gránitokban és Elba-szigetén valamint az Alpok nyugati nyúlványaiban. Ausztria Tirol tartományában Habachtal közelében. Svájcban az Alpok litoklázisaiban főként Grisons és Zermatt vidékén. Az Amerikai Egyesült Államokban Virginia és Kalifornia szövetségi államokban fordul elő. Előfordulásai megtalálhatók Brazília területén a Rio Grande do Sul vidékén.

## Előfordulásai Magyarországon
A Velencei-hegység gránit előfordulásaiban, Nadapon a rózsaszín árnyalatú gránit üregeiben és hasadékaiban kvarc társaságában fenn-nőtt kristályokban található. A Mecsek hegységben Magyaregregy közelében az ércesedett zónákban gyakran fordulnak elő jól fejlett albit kristályok. Bükkszentkereszt térségében metaszomatikus képződésben kvarc és illit mellett találtak albitot. Borsod-Abaúj-Zemplén vármegye területén Szalonna és Rakaca községek közelében a rakacai kristályos mészkőben a muszkovit gyakran albit kristályokkal nőtt össze.

## Kísérő ásványok
A földpátok mellett megtalálható ásványok: kvarc, amfibol, muszkovit.